# Pterostichus macer
Pterostichus macer es una especie de escarabajo terrestre del género Pterostichus, categorizada en la tribu Pterostichini, de la subfamilia Harpalinae. Fue descrita por Marsham en 1802.

## Distribución
Se distribuye por Irlanda, Gran Bretaña, Dinamarca, Francia, Bélgica, Países Bajos, Alemania, Suiza, Austria, Chequia, Eslovaquia, Hungría, Estonia, Letonia, Lituania, Ucrania, España, Italia, Eslovenia, Croacia, Bosnia y Herzegovina, Macedonia del Norte, Grecia, Bulgaria, Rumania, Moldavia, Turquía, Irán, Georgia, Kazajistán, China y Rusia.